# Viêm Á Luân
Viêm Á Luân (sinh ngày 20 tháng 11 năm 1985) là nam diễn viên và ca sĩ người Đài Loan, cựu thành viên của nhóm nhạc nam Phi Luân Hải.

## Tiểu sử
Viêm Á Luân sinh ra tại Đài Loan, từ nhỏ đã theo gia đình sinh sống ở New York, Hoa Kỳ và học hết bậc tiểu học tại đây. Khi lên trung học, Á Luân trở về Đài Loan cùng với gia đình. Anh từng là sinh viên khoa truyền thông của trường Đại học Văn Hoá, nhưng sau đó chuyển sang trường Đại học Khoa học và Kỹ thuật JinWen, chuyên ngành tiếng Anh.

## Danh sách phim

### Phim truyền hình
| Năm  | Phim                             | Vai diễn             |
| ---- | -------------------------------- | -------------------- |
| 2004 | I Love My Wife                   | Zheng Wangui         |
| 2005 | Thơ ngây                         | A Bộ                 |
| 2005 | Chung Cực Nhất Ban               | Đinh Tiểu Vũ         |
| 2007 | Chung cực một nhà                | Đinh Tiểu Vũ         |
| 2007 | Thơ ngây 2                       | A Bộ                 |
| 2008 | Đội quân sấm sét                 | “007” Chiêm Sĩ Đức   |
| 2009 | Minh Chủ                         | Đinh Tiểu Vũ         |
| 2010 | Love Buffet                      | Xin Yicheng          |
| 2010 | Gloomy Salad Days                | Shen Qi, Gao Chao    |
| 2011 | Sunny Girl                       | Aaron                |
| 2012 | Alice in Wonder City             | He Tingyu            |
| 2013 | Chỉ muốn anh yêu em              | Qi Yi                |
| 2014 | A Time of Love                   | Chen Datian          |
| 2014 | Fall In Love with Me             | Lu Tianxing, Xiao Lu |
| 2014 | Seven Friends                    | Aaron                |
| 2015 | Dear Mom                         | Shika                |
| 2016 | Refresh Man                      | Ji Wenkai            |
| 2017 | Yi Lu Fan Hua Xiang Song         | Lin Leqing           |
| 2019 | Xin hãy ban cho tôi một đôi cánh | Long Thiên Vũ        |

### Phim điện ảnh
| Năm  | Phim                     | Vai diễn |
| ---- | ------------------------ | -------- |
| 2016 | Đêm giao thừa của lão Lý | Peter    |

## Ca khúc

### Cùng Fahrenheit
- Fahrenheit, First Self-Titled Album (15/9/2006)
- 双面飛輪海 2 Face Fahrenheit "Song diện Phi Luân Hải" (4/1/2008)

### Nhạc phim:
- KO One Original Soundtrack (27/12/2005)
- Tokyo Juliet Original Soundtrack (16/June/2006) - Hana-Kimi Original Soundtrack (1/12/2006)
- The X Family Original Soundtrack (1/8/2007)
- First Japanese album (21/11/ 2007)

### Single
- "Bắc bán cầu cô đơn" (Tokyo Juiet OST)
- "Chấp nhận không yêu em" (The X-Family OST)
- Yuan Yi Bu Ai Ni/ 愿意不爱你/Willing Not To Love You
- "Ti amo" (Anh yêu em) song ca cùng sư muội Lưu Lực Dương

## Giải thưởng

### 2006
- Best Group, TVB8 Awards: Bronze
- Best Foreign Newcomer, HK Metro Hits Awards
- Most Popular Idol Group (Taiwan Area), Sprite Awards
- Favorite Duet Song, Sprites Awards: "Only Have Feelings For You"
- Best Group (Taiwan & Hong Kong Area), Sprite Awards

### 2007
- Best New Musical Group, 13th Chinese Music Awards
- Best Male Group, HITO Music Awards 2007
- Top Song, TVB8 Awards: Chao Xi Huan Ni
- Most Popular Idol Group (Taiwan Area), Sprite Awards
- Favorite Duet Song, Sprite Awards: "Zhi Dui Ni You Gan Jue"
- Best Group (Taiwan & Hong Kong Area), Sprite Awards
- Top 20 Songs of the Year, KKBOX Music Charts: "Zhi Dui Ni You Gan Jue"
- Best Drama Soundtrack, KKBOX Music Charts: "Hanazakarino Kimitachihe Original Soundtrack